# Бански Моравци
Бански Моравци су насељено мјесто у саставу града Карловца, на Кордуну, у Карловачкој жупанији, Република Хрватска.

## Географија
Бански Моравци се налазе око 18 км југоисточно од Карловца.

## Историја
Бански Моравци су се од распада Југославије до августа 1995. године налазили у Републици Српској Крајини.

## Становништво
Према попису становништва из 2011. године, насеље Бански Моравци су имали 68 становника.
| Националност       | 1991. | 1981. | 1971. | 1961. |
| Срби               | 170   | 208   | 259   | 314   |
| Хрвати             | 52    | 65    | 79    | 96    |
| Југословени        | 4     | 8     |       |       |
| остали и непознато | 1     |       | 3     |       |
| Укупно             | 227   | 281   | 341   | 410   |

| Демографија | Демографија | Демографија |
| Година      | Становника  | Становника  |
| ----------- | ----------- | ----------- |
| 1961.       | 410         |             |
| 1971.       | 341         |             |
| 1981.       | 281         |             |
| 1991.       | 227         |             |
| 2001.       | 101         |             |
| 2011.       |             | 68          |

## Попис 1991.
На попису становништва 1991. године, насељено место Бански Моравци је имало 227 становника, следећег националног састава:
| Попис 1991.‍ | Попис 1991.‍ | Попис 1991.‍ | Попис 1991.‍ | Попис 1991.‍ |
| ----------- | ----------- | ----------- | ----------- | ----------- |
|             |             |             |             |             |
| Срби        | Срби        |             | 170         | 74,88%      |
| Хрвати      | Хрвати      |             | 52          | 22,90%      |
| Југословени | Југословени |             | 4           | 1,76%       |
| непознато   | непознато   |             | 1           | 0,44%       |
| укупно: 227 |             |             |             |             |